# قروب الفنطاس
قروب الفنطاس أو مجموعة الفنطاس هي مجموعة كويتية على تطبيق واتساب اشتهرت في 2 نيسان/أبريل 2015 عندما استقبل أغلب الكويتيين رسالة على هواتفهم النقالة عبر تطبيق الواتساب على الهواتف الذكية من رقم مجهول يبدأ بمفتاح دولة غير الكويت، تحدثت فيه عن مؤامرة تُحاك على الدولة لقلب نظام الحكم والقضاء. وقد صدرت بحق المتهمين بقضية «قروب الفنطاس» أحكام مختلفة بتهم «الإذاعة عمداً في الخارج أخباراً وإشاعات كاذبة ومغرضة حول الأوضاع الداخلية للبلاد، والإخلال بوسيلة من وسائل العلانية بالاحترام الواجب للقضاة».

## المتهمون
يعد حمد أحمد الهارون والذي أصدرت محكمة الجنايات الكويتية بحقه حكم غيابي بالسجن 10 سنوات أبرز المتهمين، كما شمل الاتهام ثلاثة من أفراد العائلة الحاكمة آل صباح، وهم عذبي فهد الأحمد الصباح (ابن أخ أمير الكويت صباح الأحمد الصباح) وأحمد الداود الصباح، وخليفة علي الخليفة الصباح، وهؤلاء الثلاثة صدر بحقهم حكم بالسجن 5 سنوات مع الشغل والنفاذ.
كما حكمت المحكمة على المحاميين عبد المحسن محمد العتيقي وفلاح حجرف الحجرف بالحبس مدة 5 سنوات، وكذلك حبس سعود العصفور مدة سنة.
أما المتهمين الآخرين الذين صدرت بحقهم أحكام براءة فهم يوسف شملان العيسى وفواز عبد الله الصباح وأحمد سيار العنزي ومحمد عبد القادر الجاسم ومشاري ناصر بويابس وجراح محمد الظفيري.

## الفنطاس
الفنطاس اسم منطقة ساحلية قديمة تبعد عن العاصمة الكويتية نحو 26 كم.